# De Witte Hoogt

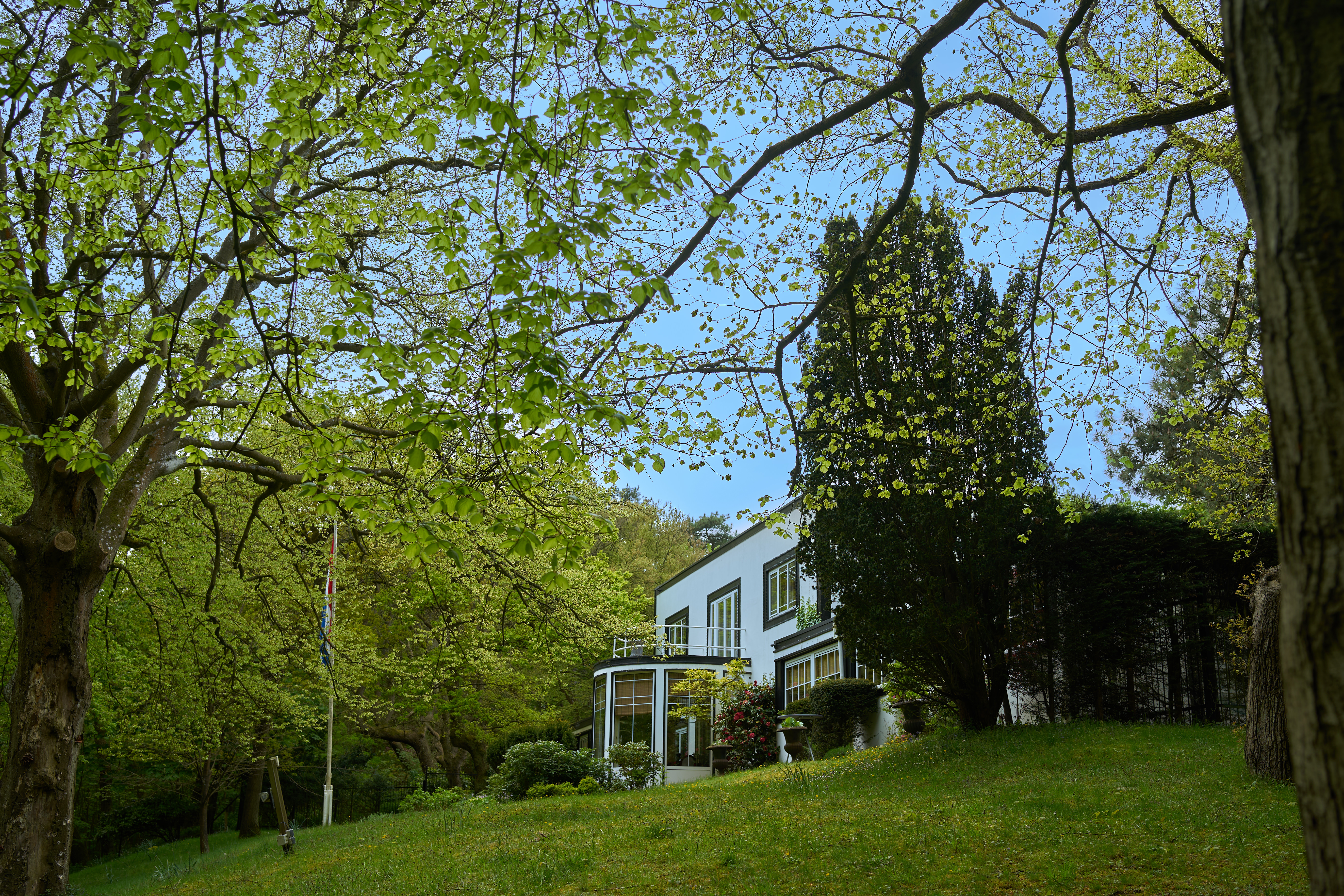

De Witte Hoogt is een Nederlandse buitenplaats en gemeentelijk monument in Rijksdorp gelegen tegen en in de Wassenaarse duinen in de gemeente Wassenaar.

## Buitenplaats
Het huis werd als woonhuis en kantoor in 1925 ontworpen door de architect A.H. Wegerif onder invloed van het functionalisme uit het Interbellum. De buitenmuren van baksteen werden 'beportland' met portlandcement en wit geschilderd. De vensters zijn omlijst met zogenaamde dagstukken verrijkt met de voor Wegerif typerende bloklijsten.

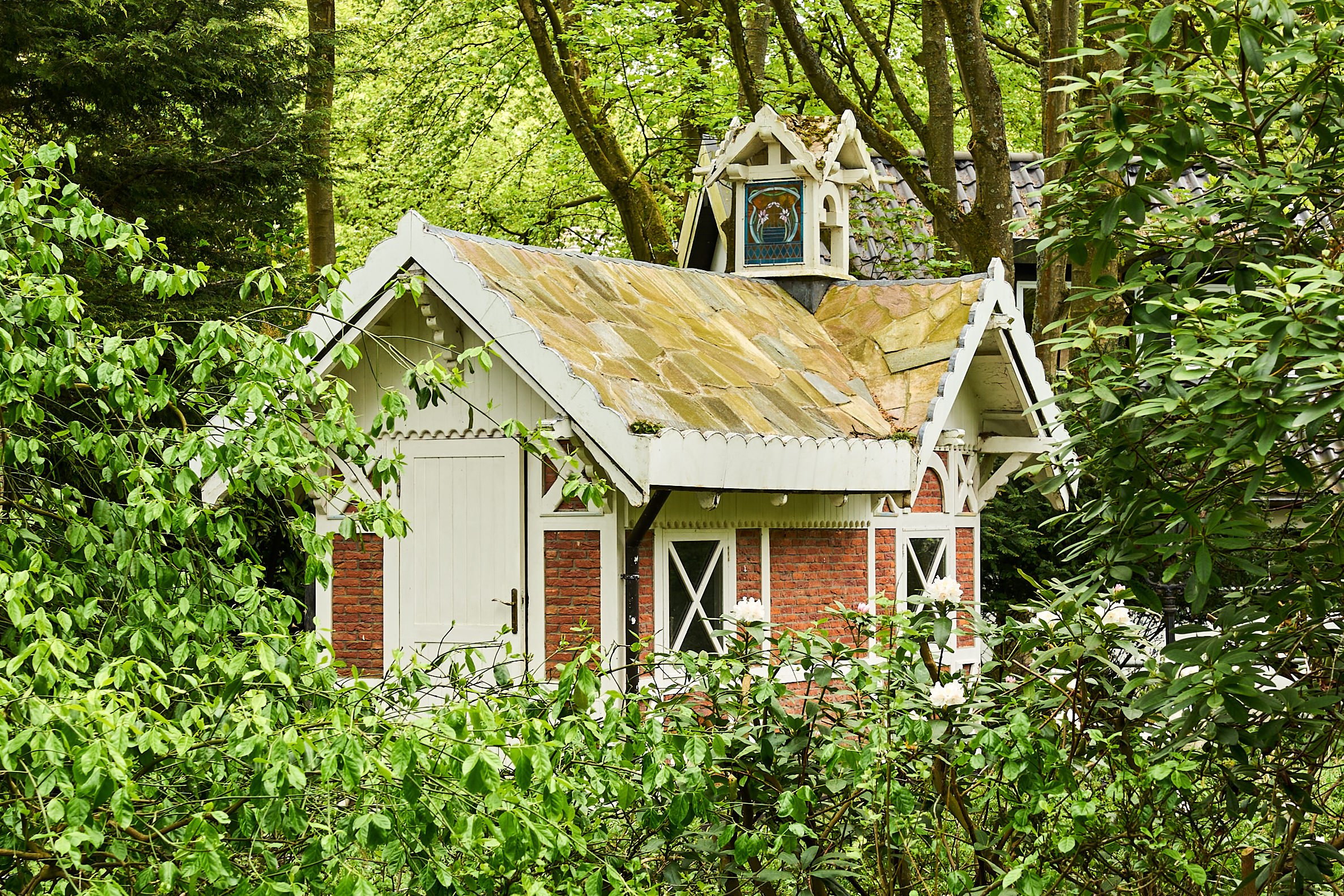

De indeling is oorspronkelijk, waarbij ook kleine details zijn behouden.
Op de gronden staan het boshuis "Skovly", een Kaaps-Hollands bijgebouw met een folly van een Alpenhuis, een koffiehuisje in Chaletstijl, een Afrikaanse hut, een duiventil, kippen- en paardenstallen, bunkers en een garage annex koetshuis/tuigen kamer met verdieping.
De hertenkamp is thans in gebruik voor paarden.
De buitenplaats heeft twee ingangen aan de Meijboomlaan en een ingang aan de Laan Van Rhemen van Rhemenshuizen en heeft een looppoort naar de weg naar het strand, de Wassenaarse Slag.

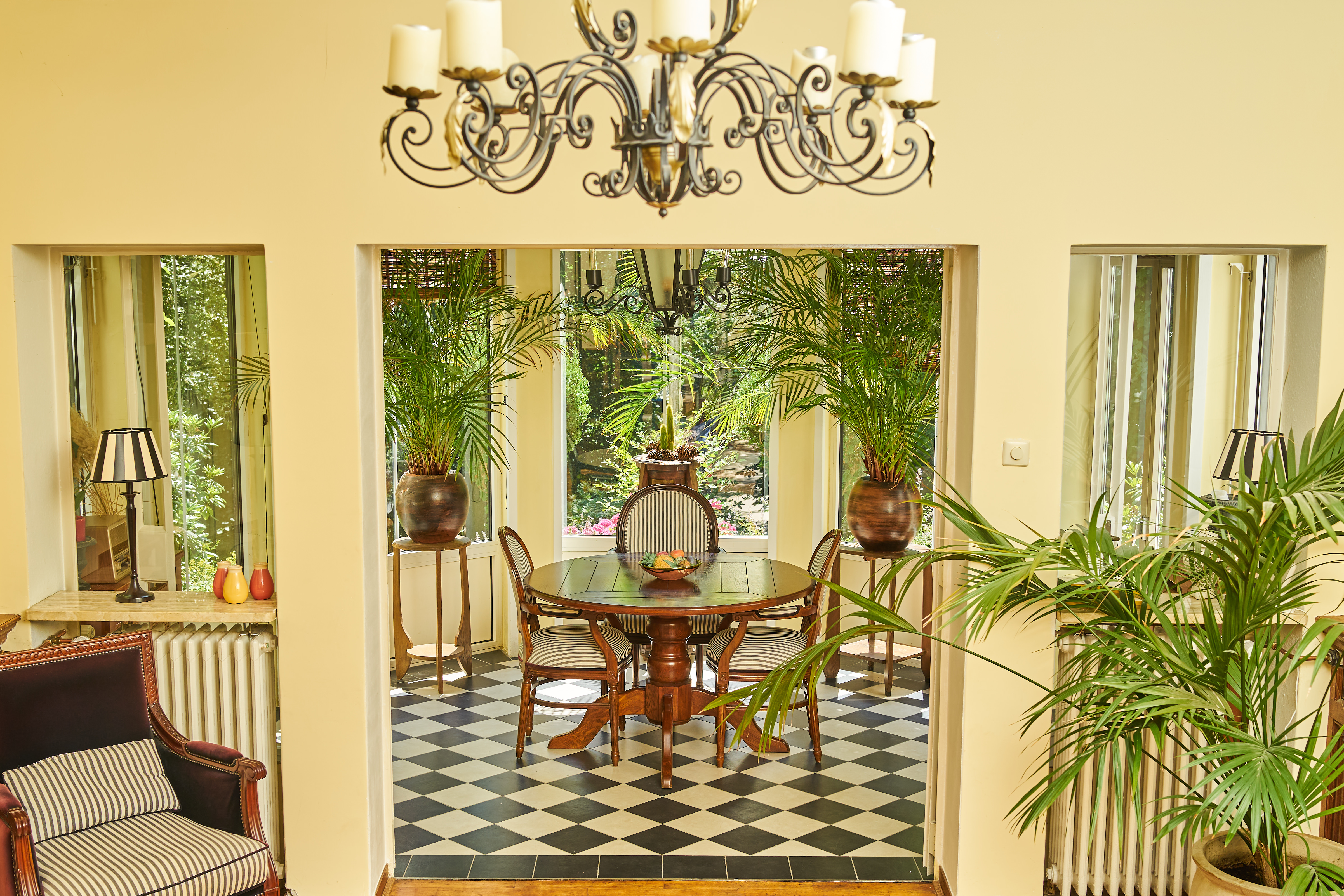

De Witte Hoogt stond in het Kerstnummer 2023 van Homes & Gardens in Duitsland. 
Het hoofdgebouw ligt op het hoogste punt van het terrein en de middenpartij ligt op de as van de Van der Doeslaan. Ook het hek aan de straat, in de bocht Van der Doeslaan-Meijboomlaan, is symmetrisch op deze as geplaatst.
De gronden bevatten naast de bebouwing loof- en dennenbos, duin, bospaden, weg, rijbak, paardenuitloop, tuinen, terrassen en vijvers. Omdat de gronden aan twee zijden grenzen aan natuurgebieden en twee biotopen omvat is er een gevarieerd wild- en vogelleven (reewild, vos, roof-, zang- en zeevogels).

## Ligging
De Witte Hoogt ligt romantisch in Rijksdorp tegen en in de Wassenaarse duinen. Rijksdorp, een deel van Wassenaar, dankt zijn naam aan de 17e-eeuwse buitenplaats Rijxdorp ontworpen door de beroemde architect Pieter Post .

## Geschiedenis
Rond 1920 werden op het gebied de eerste villa's met de allure en omvang van buitenplaatsen gebouwd, waaronder de naast elkaar gelegen Del Court van Krimpen Villa en De Witte Hoogt. 

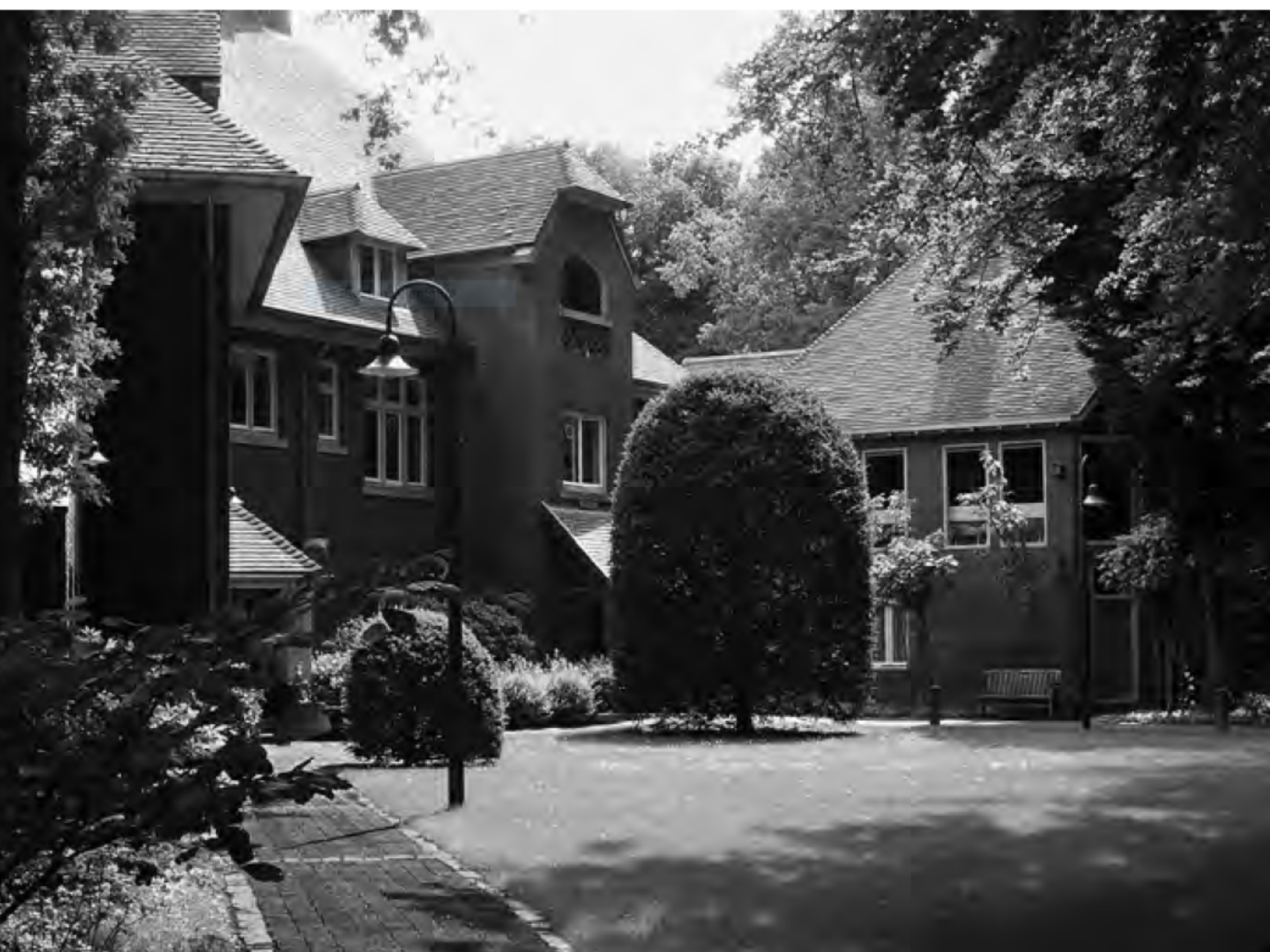
Del Court van Krimpen Villa

Van 1988 tot 2016 was hier het Netherlands Institute for Advanced Study in the Humanities and Social Sciences (NIAS) gevestigd. De Del Court van Krimpen Villa wordt tijdelijk gebruikt in afwachting van een nieuwe bestemming. De Witte Hoogt is een gemeentelijk monument.
De Witte Hoogt werd in de Tweede Wereldoorlog geconfisqueerd door de Duitsers. Er werden bunkercomplexen in Rijksdorp gebouwd om een dreigende geallieerde aanval te kunnen weerstaan. Het gebied werd door de Duitsers wegens de bomen en de lage grondwaterstand als een geschikte plaats voor hoofdkwartieren gezien. In 1942 moesten alle bewoners evacueren. Er moest een uitgebreid bunkercomplex komen naast de Witte Hoogt. De bunkers van gewapend beton hadden muren met een dikte van twee meter of meer en werden zoveel mogelijk ingegraven. Na de Tweede Wereldoorlog kiest de Chef van de Luchtmachtstaf Rijksdorp als "Stafkwartier in oorlogstijd".  Loopgraven en mitrailleurspost zijn nog op het terrein van de Witte Hoogt te herkennen.
De Witte Hoogt werd ontworpen en gebruikt als kantoor (Meijboomlaan 6) en als woonhuis (Meijboomlaan 4), hetgeen nog steeds het gebruik is.
Een herbestemming tot hotel "Huize de Witte Hoogt" en luxe theetuin ("deftig pension met tearoom") is nooit gerealiseerd.

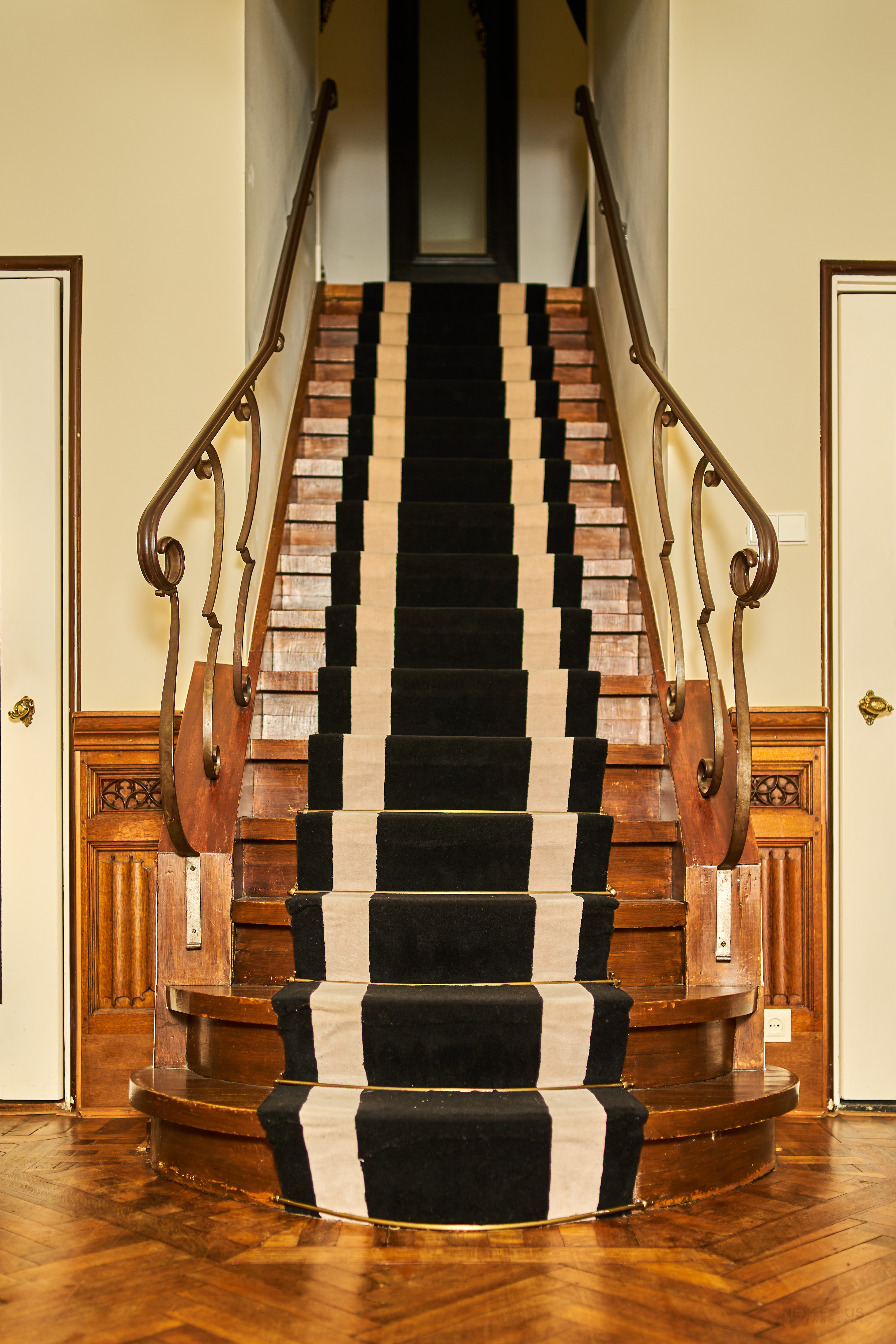

In 2017 was er sprake dat de Perzische Tuin, met tegeltableaus van de wereldbekende Marie Balian die achter de Del Court van Krimpen Villa lag te verplaatsen naar het terrein van de Witte Hoogt. Vervolgens is in overleg met de gemeente besloten dat de Perzische Tuin naar het natuur en recreatiegebied van het voormalig Vliegkamp Valkenburg komt en voor het publiek zal worden opengesteld.  